# UVB-76
UVB-76, còn được gọi là "The Buzzer", là biệt danh do thính giả đặt cho một đài phát thanh sóng ngắn phát trên các tần số 4625 và 4810 kHz. Nó phát ra một đoạn ngắn, đơn điệu buzz toneⓘ, lặp lại với tốc độ khoảng 25 âm mỗi phút, 24 giờ mỗi ngày. Đôi khi, tín hiệu bị gián đoạn và quá trình truyền giọng nói bằng tiếng Nga diễn ra. Các báo cáo đầu tiên của một đài về tần số này được thực hiện vào năm 1973.

## Tên
Trạm phát thanh thường được gọi là Buzzer  bằng cả tiếng Anh và tiếng Nga (tiếng Nga: Жужжалка). Cho đến năm 2010, trạm xác định là UVB-76  (tiếng Nga: УВБ-76), và nó vẫn thường được gọi bằng tên đó. Vào tháng 9 năm 2010, trạm chuyển đến một địa điểm khác và sử dụng mã nhận dạng MDZhB  (tiếng Nga: МДЖБ). Vào ngày 28 tháng 12 năm 2015, trạm bắt đầu sử dụng ký hiệu ZhUOZ  (tiếng Nga: ЖУОЗ) - phát âm là " Zhenya, Ulyana, Olga, Zinaida ". Kể từ ngày 1 tháng 3 năm 2019, trạm dường như đã sử dụng một số cách gọi mới, trong đó lặp lại nhiều nhất là ANVF  (tiếng Nga: АНВФ).

## Định dạng

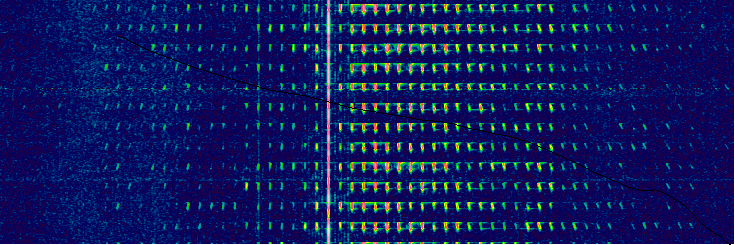
Một quang phổ cho UVB-76 cho thấy dải bên dưới bị triệt tiêu.

Trạm truyền sử dụng AM với dải biên thấp hơn bị triệt tiêu (điều chế USB), nhưng nó cũng đã sử dụng AM dải biên kép đầy đủ (A3E). Tín hiệu bao gồm âm thanh vo ve kéo dài 1,2 giây, tạm dừng trong 1–1,3 giây và lặp lại 21–34 lần mỗi phút. Cho đến tháng 11 năm 2010, âm buzz kéo dài khoảng 0,8 giây mỗi âm. Một phút trước giờ, âm báo lặp lại trước đó được thay thế bằng âm xen kẽ liên tục, không bị ngắt quãng, âm này tiếp tục trong một phút cho đến khi âm báo ngắn lặp lại tiếp tục, mặc dù điều này đã ngừng xảy ra vào tháng 6 năm 2010.
The Buzzer rõ ràng đã được phát sóng ít nhất từ năm 1973 dưới dạng một pip hai giây lặp lại, chuyển thành tiếng vo ve vào đầu năm 1990. Nó nhanh chóng thay đổi thành âm sắc cao hơn với thời lượng dài hơn (khoảng 20 âm mỗi phút) vào ngày 16 tháng 1 năm 2003, nhưng sau đó đã hoàn nguyên về kiểu âm trước đó.

### Tin nhắn thoại

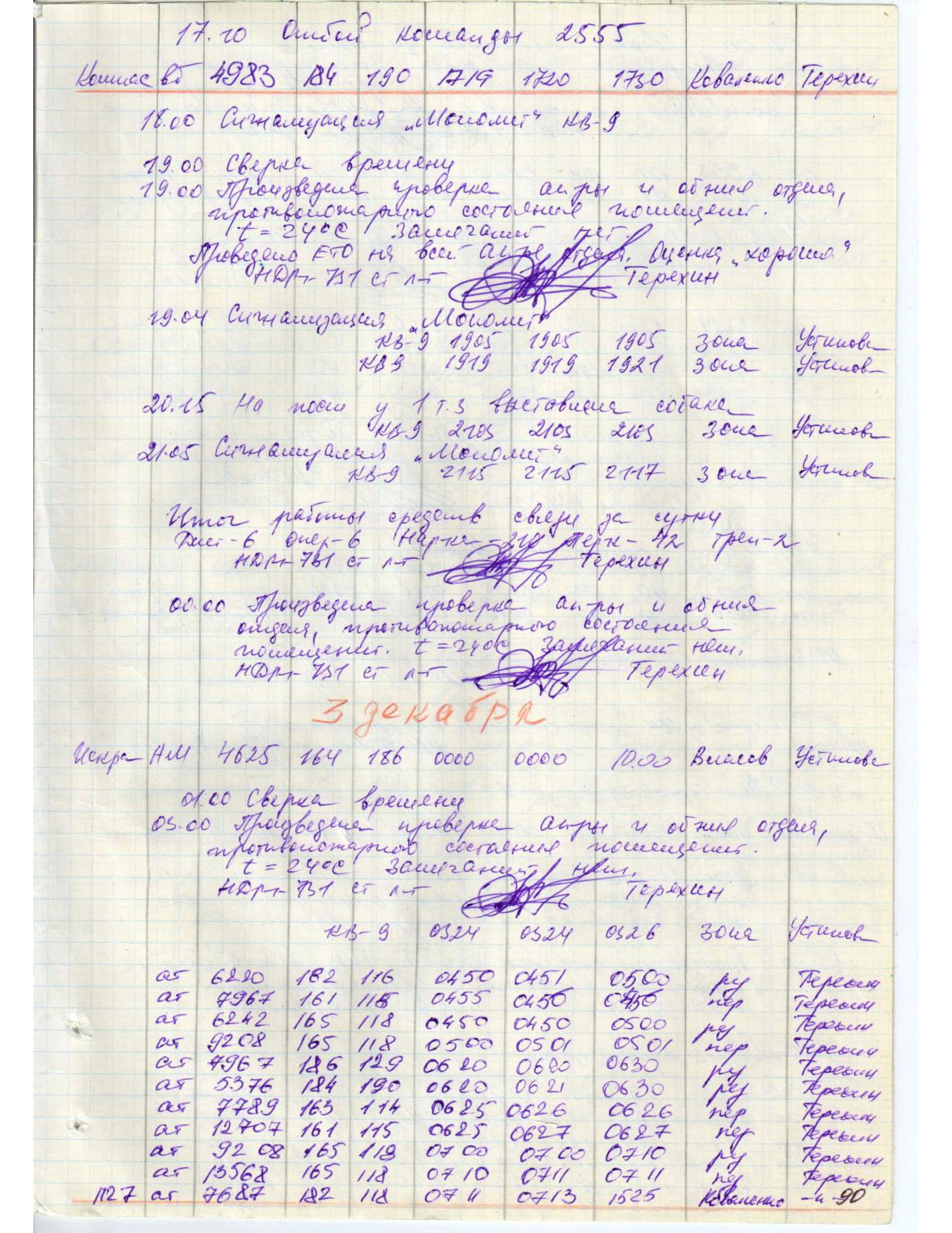
Mảnh giấy ghi lại tọa độ của trạm phát tại Povarovo.

Đôi khi âm thanh vo ve bị gián đoạn và một tin nhắn thoại được phát đi. Những tin nhắn này thường được đưa ra bằng giọng nói trực tiếp bằng tiếng Nga và tuân theo một định dạng cố định. Một ví dụ về một thông báo như vậy:
-Vào lúc 21:00 UTC ngày 24 tháng 12 năm 1997:
| Ya UVB-76, Ya UVB-76. 180 08 BROMAL 74 27 99 14. Boris, Roman, Olga, Mikhail, Anna, Larisa. 7 4 2 7 9 9 1 4 |

Tin nhắn thoại được cho là rất hiếm, cho đến năm 2010 khi người nghe báo cáo hoạt động của đài gia tăng, thúc đẩy việc theo dõi thêm và cho phép người nghe "nắm bắt" nhiều hơn các tin nhắn mà lẽ ra sẽ không được chú ý. Vào ngày 5 tháng 6 năm 2010, UVB-76 im lặng trong khoảng 24 giờ, tiếp tục hoạt động ồn ào bình thường vào sáng ngày 6 tháng 6. 
| Ngày       | Giờ UTC   | Tin nhắn |
| ---------- | --------- | --- |
| 24.12.1997 | 21:58     | 180 08 BROMAL 74 27 99 14 |
| 24.12.2000 | 12:30     | 74 148 ANTIMONAT 26 37 09 31 |
| 24.12.2000 | 12:45     | 61 21 ANTIMONAT 26 37 09 31 |
| 01.12.2002 | 10:51     | 01 213 SKIF 38 87 23 95 |
| 06.12.2002 | 07:03     | 28 138 KARIAMA 77 56 01 51 AGGRADACIYA 05 51 55 97 GLAShATEL' 76 78 55 08 |
| 20.12.2002 | 18:43     | 45 359 DELMEZON 37 49 63 35 |
| 15.01.2003 | 08:55     | 79 992 BONGU 99 23 77 68 BRONShshIK 71 17 57 70 |
| 15.01.2003 | 15:30     | 03 517 KAMACIT 86 68 88 86 |
| 16.01.2003 | 17:00     | 90 824 KROLIST 53 26 62 56 |
| 16.01.2003 | 17:56     | 73 858 PODShEFNYJ 86 91 03 74 |
| 17.01.2003 | 09:00     | 93 310 BILADIT 80 81 84 49 |
| 17.01.2003 | 14:02     | 98 042 VYLENIE 36 20 09 83 |
| 21.01.2003 | 09:52     | 80 516 GANOMATIT 21 23 86 25 |
| 24.01.2003 | 17:25     | 07 526 RAZDVIZhOJ 18 47 27 96 |
| 30.01.2003 | 08:04     | 01 851 AZOTIN 18 89 24 02 |
| 30.01.2003 | 17:57     | 57 084 INICIAL' 76 16 56 79 |
| 07.02.2003 | 09:03     | 15 286 ANGLEZ 51 09 98 29 BUShMAR 89 89 55 79 NOMINACIYa 74 97 16 56 |
| 07.02.2003 | 09:34     | 85 596 KLASA 81 00 02 91 |
| 11.02.2003 | 17:58     | 12 733 EDINENIE 67 79 66 32 |
| 01.03.2003 | 10:30     | 60 130 VATRUH 58 89 54 54 |
| 21.03.2003 | 10:28     | 95 695 TREZVENIK 16 24 54 27 TVORAIN 16 24 02 30 |
| 24.03.2003 | 06:51     | 01 705 BRAMIRKA 18 49 70 39 |
| 21.02.2006 | 7:57      | 65 265 FELAK 17 09 08 98 TEPEPShIK 85 59 75 59 TPLEABF 75 25 25 8 |
| 29.09.2009 | 16:00     | 99 884 ASASDNYJ 42 67 28 17 |
| 25.01.2010 | 17:13     | 95 313 SUPRTKA 54 15 12 56 |
| 23.08.2010 | 13:35     | 93 882 NAIMINA 74 14 35 74 |
| 25.08.2010 | 06:54     | 38 527 AKKRECIYa 36 09 55 73 |
| 5.09.2010  | 13:39     | 19 703 PREGRADA 80 18 06 57 |
| 10.09.2010 | 15:16     | 27 416 TREKATOR 52 50 10 95 AREOGRAFIYa 18 05 35 23 |
| 12.10.2010 |           | MDZHB MDZHB 58 685 PRUTYaNOY 63 85 99 71 ARUN 08 35 35 98 |
| 16.10.2010 | 15.05 UTC | MDZHB MDZHB 38 675 EPISKOPIÂ 20 11 49 20 SPONA 59 31 55 74 |
| 17.10.2010 | 14.24 UTC | MDZHB MDZHB 60 382 APLANATIZM 44 34 58 31 TROPOSFERA 02 39 53 68 |
| 17.10.2010 | 14.47 UTC | MDZHB MDZHB 24 727 APLANATIZM 44 34 58 31 TROPOSFERA 02 39 53 68 |
| 18.10.2010 | 13.24 UTC | MDZHB MDZHB 48 713 BRYANTA 48 93 69 91 ORTOLAN 74 63 11 98 PROKLIZA 69 10 45 66 KHROMATIZM 59 54 01 94 |
| 19.10.2010 | 14.01 UTC | MDZHB MDZHB 67 853 PROM-VANIYe 04 13 56 03 TROPILI 12 06 16 10 |
| 01.11.2010 | 16.00 UTC | MDZHB MDZHB 57 594 YERSA 33 65 22 05 ARENDN-Y 73 53 61 95 |
| 11.11.2010 | 14:00     | Đã ghi lại cuộc trò chuyện |
| 20.11.2010 | 17.16 UTC | MDZHB MDZHB 92 852 YEPISKOPIYA 20 11 49 20 MYAGKOTEL-Y 07 98 37 35 |
| 29.11.2010 | 14.05 UTC | MDZHB MDZHB 06 351 KRP?UM 01 48 02 45 |
| 30.11.2010 | 15.03 UTC | MDZHB MDZHB 56 197 YARMO 84 74 15 42 PROSTUYU 25 50 03 98 |
| 01.12.2010 | 14.22 UTC | MDZHB MDZHB 39 478 ARTEREON 42 39 90 09 VYAZOV-Y 78 81 57 15 |
| 02.12.2010 | 14.40 UTC | MDZHB MDZHB 39 351 PREGRADA 80 18 06 57 |
| 03.12.2010 | 15.16 UTC | MDZHB MDZHB 75 854 OPRTGA 24 06 19 21 OPLİT 99 39 85 77 |
| 05.12.2010 | 12.22 UTC | MDZHB MDZHB 76 846 ARHOTYCHN-Y 73 16 03 97 URVANN-Y 78 30 68 39 |
| 09.12.2010 | 12.33 UTC | MDZHB MDZHB 33 981 ORFORAM 14 14 74 37 |
| 09.12.2010 | 12.05 UTC | МДЖБ МДЖБ 80 019 КРОВНИК 56 50 47 49 АРЕНДН-Й 73 53 61 95 |
| 05.01.2011 |           | MDZHB MDZHB 79 612 SKOPLENIE 15 81 75 54 MDZHB MDZHB 26 739 IKONOMETR 65 71 18 45 |
| 20.01.2011 | 2.02 UTC  | MDZHB MDZHB 05 482 NAMIRA 29 73 72 71 |
| 26.01.2011 | 14.58 UTC | MDZHB MDZHB 19 553 ILOTITSIN 36 19 69 46 KHLORAPATIT 80 80 29 83 |
| 04.09.2011 |           | MDZHB 80 413 KİZYaK 95 26 24 34 |
| 06.2012    |           | tiếp nhận |
| 25.01.2013 | 08:57     | МДЖБ ОБЪЯВЛЕНА КОМАНДА 135 |
| 03.04.2013 | 12:28     | Я — Ревизор. Воздух: 30 25 76 618 75 852 13 / 33 20 77 78 |
| 18.03.2014 | 17:00     | МДЖБ МДЖБ 81 29 ТЕРРАКОТА |
| 28.11.2019 | 16:25     | АННА НИКОЛАЙ ВАСИЛИЙ ФЕДОР 39912 Анна Дмитрий Ольга Павел Татьяна Анна ЦАПЛЯ Иван Яков (АДОПТАЦИЯ) 07 53 90 30 ПРИЕМ                                                                                      |
| 11.12.2019 | 07:10     | Анна Николай Василий Фёдор Анна Николай Василий Фёдор 63 841 Семён Константин Ульяна Леонид Ь Павел Татьяна Ольга Роман Шура Анна 41 54 84 73 (СКУЛЬПТОРША)                                               |
| 11.12.2019 | 07:53     | Анна Николай Василий Фёдор Анна Николай Василий Фёдор 81 583 Борис Елена Роман Николай Ольга Павел Анна Женя 11 11 96 42 (БЕРНОПАЖ)                                                                       |
| 11.12.2019 | 08:03     | Анна Николай Василий Фёдор Анна Николай Василий Фёдор 10 703 Михаил Елена Леонид Константин Ольга Татьяна Анна 64 89 13 07 (МЕЛКОТА)                                                                      |
| 11.12.2019 | 08:25     | Анна Николай Василий Фёдор Анна Николай Василий Фёдор 67 180 Дмитрий Ольга Женя Анна Роман Иван Василий Анна Николай Иван Елена 67 01 81 08 (ДОЖАРИВАНИЕ)                                                 |
| 11.12.2019 | 08:42     | 8 7 Ольга Иван Михаил Семён Женя 7 Михаил Семён Женя 7 44 008 09 898 Дмитрий Ольга Борис Роман Яков Константин 07 45 24 40 (ДОБРЯК)                                                                       |
| 11.12.2019 | 08:51     | 8 7 Ольга Иван Михаил Семён Женя 7 СБОЙ СБОЙ СБОЙ прерывается повторяет позывные 17 855 66 778 Зинаида Анна Павел Ольга Роман Ольга Женя Ь Елена 82 96 85 05 (ЗАПОРОЖЬЕ)                                  |
| 11.12.2019 | 08:57     | Анна Николай Василий Фёдор 15 674 Григорий Ольга Леонид Ольга Василий Елена Константин 82 71 62 95 (ГОЛОВЕК)                                                                                              |
| 11.12.2019 | 09:04     | Леонид Николай Роман 4 68 153 Иван Леонид Иван Михаил Ольга Семён Татьяна Иван Кризон (?) 69 30 19 03 (ИЛИМОСТИK)                                                                                         |
| 11.12.2019 | 09:24     | Леонид Николай Роман 4 13 874 Зинаида Елена Татьяна Ольга Павел Анна Борис 61 92 49 55 (ЗЕТОПАБ) |
| 11.12.2019 | 09:51     | 8 7 Ольга Иван Анна 1 Й Женя 2 1 7 Ольга Дмитрий Ольга Цапля Ульяна Михаил Семён Женя 7 02 189 44 571 71 132 13 155 27 420 Василий Ы Михаил Ольга Константин Анна Николай Ь Елена 18 97 35 87 (ВЫМОКАНЬЕ) |
| 11.12.2019 | 09:57     | Василий Женя Цапля Харитон 49 566 Григорий Ольга Татьяна Ольга Николай Ольга Женя 19 83 89 84 (ГОТОНОЖ)                                                                                                   |
| 11.12.2019 | 10:11     | Василий Женя Цапля Харитон 65 935 Леонид Анна Василий Роман Ольга Леонид Юрий Фёдор Татьяна 32 15 83 45 (ЛАВРОЛЮФТ)                                                                                       |
| 11.12.2019 | 10:26     | 8 7 Ольга Иван Василий Михаил 6 2 30 111 65 436 Елена Леонид Елена Цапля Ольга Леонид Ульяна Человек 06 34 51 17 (ЕЛЕЦОЛУЧ)                                                                               |
| 11.12.2019 | 10:41     | Анна Николай Василий Фёдор 74 186 Константин Роман Анна Харитон 87 30 20 48 (КРАХ) |
| 11.12.2019 | 11:18     | Анна Николай Василий Фёдор 13 105 Дмитрий Иван Елена Николай Ольга Леонид Елена Роман 17 11 79 52 (ДИЕНОЛЕР)                                                                                              |
| 11.12.2019 | 11:27     | Анна Николай Василий Фёдор 32 707 Елена Дмитрий Ольга Константин Ольга Семён Татьяна Елена Константин 44 95 18 35 (ЕДОКОСТЕК)                                                                             |
| 11.12.2019 | 12:10     | 8 7 Ольга Иван Дмитрий Ольга Цапля Ульяна Анна 1 Й Женя 2 1 7 Ольга 66 567 55 700 57 835 39 690 Иван Григорий Ульяна Михаил Елена Николай Ь Яков 70 55 71 57 (ИГУМЕНЬЯ)                                   |
| 11.12.2019 | 13:39     | Анна Николай Василий Федор 96 384 Константин Иван Семён Татьяна Елена Николай Ь 32 91 35 79 (КИСТЕНЬ) |
| 11.12.2019 | 14:08     | Анна Николай Василий Фёдор 83 657 Борис Ольга Дмитрий Ольга Шура Ульяна Роман Фёдор 72 87 13 61 (БОДОШУРФ)                                                                                                |
| 11.12.2019 | 14:10     | Lỗi micrô |
| 11.12.2019 | 14:18     | 8 7 Ольга Иван Дмитрий Ольга Цапля Ульяна Анна 1 Й Женя 90 624 98 934 59 547 Борис Ольга Леонид Татьяна Ольга Женя Михаил Ы Харитон 22 11 85 30 (БОЛТОЖМЫХ)                                               |
| 11.12.2019 | 14:23     | Леонид Николай Роман 4 78 972 Григорий Николай Елена Татьяна Ольга Харитон Елена Татьяна Татьяна 30 71 41 80 (ГНЕТОХЕТТ)                                                                                  |
| 13.12.2019 | 17:15     | Máy phát hết thời gian chờ 1 phút |
| 16.12.2019 |           | Giao tiếp mã Morse |
| 07.01.2020 | 18:19     | Анна Николай Василий Федор Анна Николай Василий Федор 51 183 Василий Харитон Ольга Дмитрий Ольга Ольга Николаевна Ольга Женя 32 26 47 68 Прим                                                             |
| 10.01.2020 | 09:11     | Có thể thay đổi máy phát |
| 10.01.2020 | 09:33     | Có thể thay đổi máy phát |
| 16.01.2020 | 15:03     | Sự cố truyền dẫn, thời lượng 14 phút |
| 23.01.2020 | 08:14     | АНВФ 26 810 КАЙФОСЯТ 05 77 53 67 |
| 23.01.2020 | 13:27     | Kiểm tra âm báo |
| 25.01.2020 | 13:56     | Chuyển từ AM sang USB |
| 27.01.2020 | 11:29     | Cắt nhỏ, thời lượng 10 giây |
| 27.01.2020 | 11:32     | Анвф 34 549 Динамка 28 88 54 08 приём |
| 27.01.2020 | 15:21     | Trục trặc nhỏ, dài chưa đến 1 giây |
| 30.01.2020 | 09:22     | АНВФ 48 819 КЕДРОПЛЮШ 48 58 21 38 |
| 30.01.2020 | 09:29     | АНВФ 03476 БУНТОЖЛОБ 08082023 ЛАЖОЧИН 05732683 ПРИЁМ |
| 30.01.2020 | 10:20     | 35 941 ЗАТЫЛОЧЕК 51 76 35 59 |
| 30.01.2020 | 12:41     | 02 824 БУЦНОС 03 05 71 60, tín hiệu bị nhiễu trước, trong và sau khi truyền tin nhắn |
| 30.01.2020 | 13:13     | anna nikolay vasiliy fodor anna nikolay vasiliy fodor 08 189 dmitriy ul'yana ekho tat'yana ol'ga boris anna leonid 89 99 42 16 priyom                                                                     |
| 03.02.2020 | 08:04     | АНВФ АНВФ 62 128 КАИКОБАЛЛ 58 94 41 67 |
| 03.02.2020 | 16:52     | АНВФ АНВФ 30 899 БЕКОКЛЕЩ 80 17 81 54 КУХОННЯИк 94 77 70 37 |
| 04.02.2020 | 15:08     | АНВФ 30 524 БРЕМЕН 6495 6880 |
| 06.02.2020 | 08:22     | АНВФ 34 764 АЖУРОЧАС 93 97 76 18 |
| 06.02.2020 | 09:09     | АНВФ АНВФ 95 008 БАРДАЧОК 46 89 23 04 приём |
| 06.02.2020 | 10:37     | АНВФ 66 677 ИЗДАТЕЛЬ 43 96 63 79 |
| 06.02.2020 | 11:25     | 87ОИ 217О 97 630 42 707 ИГУМЕНЬЯ 18 27 71 57 |
| 06.02.2020 | 12:12     | АНВФ 07 984 ЕДОКОСТЕК 4495 1835 |
| 06.02.2020 | 12:16     | 87ОИ 25 184 ГОЛОВЧАТЫЙ 3110 3340 ВЕКША 3110 3340 |
| 06.02.2020 | 18:30     | АНВФ 14 048 БЕЛОЛОБЫЙ 7939 1538 |
| 13.02.2020 | 09:53     | АНВФ 81 882 ВОЯЖЕШВЕД 18 53 65 82 |
| 17.02.2020 | 09:54     | Đóng cửa trạm đột ngột |
| 17.02.2020 | 12:41     | Thư thoại khi đóng cửa: 87 293 ИРИСОВВОЗ 11 93 73 70 |
| 17.02.2020 | 15:15     | Đặt lại Buzz |
| 19.02.2020 | 08:10     | Sự cố kỹ thuật |
| 19.02.2020 | 16:16     | анвф 91336 адамит 78288610 |
| 19.02.2020 | 16:58     | АНВФ 46 323 КРЕОЛКА 68 19 88 55 |
| 19.02.2020 | 19:14     | Chương trình phát sóng kỳ lạ từ Kẻ săn trộm Lincolnshire |
| 20.02.2020 | 10:43     | Không đủ dữ kiện |
| 21.02.2020 | 07:42     | АНВФ 15 302 АСТРОМЕТРИЯ 93937707 |
| 21.02.2020 | 07:45     | АНВФ 30127 КОРЖОПАЗ 5858 4842 |
| 21.02.2020 | 07:51     | АНВФ 51 666 БУРТОРЯД 40 07 16 19 |
| 21.02.2020 | 08:27     | Không đủ dữ kiện |
| 21.02.2020 | 10:41     | АНВФ 94 954 ЗАЖИМНЯЙ 70 46 70 |
| 13.03.2020 | 15:00     | ВЖЦХ 26 142 КОДИФИКАТОР 29 50 44 08 |
| 23.03.2020 | 14:14     | АНВФ АНВФ 83426 КРЕЗОШИФР 97843852 |
| 23.03.2020 | 12:29     | Không đủ dữ kiện |
| 23.03.2020 | 15:34     | АНВФ АНВФ 4737 ЕВПАТОРИЯ 95805744 |
| 23.03.2020 | 17:09     | АНВФ АНВФ 87480 БАРОС*Р 64680733 |
| 25.03.2020 | 10:28     | Không đủ dữ kiện |
| 30.03.2020 | 01:27     | Gà trống kêu trong nền |
| 03.04.2020 | 17:19     | 49 575 КРЯКОТЯЖ 18 96 79 81 |
| 04.05.2020 | 13:08     | 33 576 БЛЫСТИТЕЬ 62 71 48 20 |
| 07.05.2020 | 15:49     | 52 724 ИНЦИДЕНТНЫЙ 11 67 72 93 |
| 10.05.2020 | 15:33     | А1ЙЖ А1ЙЖ 29 084 КРЯЖОЛЕСС 88 75 13 28 |
| 14.05.2020 | 08:41     | 36 044 VAZYeLINOVYJ (ВАЗЕЛИНОВЫЙ) 52 11 93 66 |
| 14.05.2020 | 10:08     | 28 855 ЗАСТРЕВАНИЕ 38 16 39 66 |
| 11.06.2020 | 12:31     | ВЖЦХ 49 589 ГОТОТОН 03 92 35 66 |
| 15.06.2020 | 14:28     | ANVF ANVF 50 367 BRYeDOPOG 61 86 52 98 DZhIKhAD 23 63 98 84 |
| 17.06.2020 | 11:39     | ВЖЦХ 10 269 КЕДРОКЕКС 99 57 53 14 |
| 17.06.2020 | 11:47     | ВЖЦХ 74 701 КОНЬЮНКТУРА 57 55 86 97 ВДЕЛЫВАНЬЕ 06 71 29 59 |
| 18.06.2020 | 10:12     | АНВФ 17 042 ДАМПОЛЯД 75 79 69 56 |
| 08.07.2020 | 07:41     | 72 233 ДИССЕРТАЦИЯ 74 34 89 36 |
| 08.07.2020 | 07:43     | 90 147 КИЛОДУСТ 08 06 80 59 |
| 08.07.2020 | 08:16     | 62 265 ЖСЛЧЕГОНЕЫЙ 44 92 69 16 |
| 08.07.2020 | 08:30     | 31 941 ЕСТН?ЫЛЬ 93 96 99 96 |
| 08.07.2020 | 09:36     | 87ОИ ДОЦУ ОМП4 62 994 94 132 11 911 không đủ dữ kiện |
| 08.07.2020 | 10:04     | 56 431 РЗУВЕРСКИЙ không đủ dữ kiện 91 49 |
| 08.07.2020 | 10:55     | 72 913 БРЕХУН 73 75 73 00 |
| 21.08.2020 | 17:25     | 69 536 32 000 24 664 75 363 81 077 90 617 42 765 89 276 80 984 65 798 07 393 98 234 13 379 16 021 27 767 66 461 68 580 GNYeTOTOR (ГНЕТОТОР) 73 21 86 73                                                   |
| 08.12.2020 | 12:44     | 67 082 ZATYLOchYeK (ЗАТЫЛОЧЕК) 51 76 35 59 |
| 16.04.2021 | 08:07     | 82 890 ZhANRONATsI (ЖАНРОНАЦИ) 13 68 06 04 |
| 19.08.2021 | 12:34     | 63 495 TAKTOSIG (ТАКТОСИГ) 16 73 14 77 |
| 13.01.2022 | 23:04     | 69 420 АМОГУС FS БОГ 64 53 63 54 |

### Truyền bất thường
Các cuộc trò chuyện xa và các tiếng ồn xung quanh khác thường xuyên được nghe thấy phía sau bộ rung, cho thấy rằng các âm ù không được tạo ra bên trong mà được truyền từ một thiết bị đặt sau micrô trực tiếp và mở liên tục. Do cao độ dao động không thường xuyên của các âm ù, người ta cho rằng các âm được tạo ra bởi một guồng quay như được sử dụng trong đàn organ Hammond. Cũng có thể micrô đã vô tình được bật. Một lần như vậy là vào ngày 3 tháng 11 năm 2001, khi một cuộc trò chuyện bằng tiếng Nga được nghe thấy:
| Я – 143. Не получаю генератор......идёт такая работа от аппаратной. |

(Tiếng Anh: "Tôi là 143. Không nhận được máy phát (bộ tạo dao động)...... thứ đó đến từ phòng phần cứng. ") 
Dưới đây là nhật ký các tín hiệu bất thường và các dị thường khác mà người nghe UVB-76 đã ghi lại được;
-Vào tháng 9 năm 2010, một số chương trình phát sóng bất thường đã được quan sát thấy; những phần này bao gồm các phần của còi được thay thế bằng các trích đoạn từ Hồ thiên nga của Tchaikovsky, và trong một trường hợp, một âm thanh giống như tiếng hét của một người phụ nữ.
-Vào ngày 11 tháng 11 năm 2010, các cuộc trò chuyện điện thoại không liên tục đã được truyền đi và được một người nghe ghi lại (lúc 14:00 UTC) trong khoảng thời gian khoảng 30 phút. Những cuộc trò chuyện này có sẵn trực tuyến và dường như bằng tiếng Nga. Các cuộc điện thoại đề cập đến "sĩ quan đặc nhiệm của lữ đoàn đang làm nhiệm vụ", mã liên lạc "Debut", "Nadezhda" (tiếng Nga có nghĩa là "hy vọng", vừa là danh từ vừa là tên phụ nữ), "Sudak" (tên thay thế của Zander, và cũng là một thị trấn ở Crimea) và "Vulkan" (núi lửa). Giọng nữ nói:
| Офицер дежурного узла связи "Дебют", прапорщик Успенская. Получила контрольный звонок от Надежды......поняла. |

(Tiếng Anh: "Sĩ quan của trạm trực " Ra mắt ", ký hiệu Uspenskaya. Đã nhận được cuộc gọi kiểm tra từ Nadezhda...... đã hiểu. ")
-Vào ngày 17 tháng 7 năm 2015, đài phát sóng thứ có vẻ là tín hiệu RTTY thay cho còi.
-Vào ngày 7 tháng 2 năm 2019, một số lần truyền có khả năng do bên thứ ba gửi đã được phát đi. Một trong số họ nói:
| Ya - Pogrom, Ya - Pogrom. Vozduh. 49 832 VOLKOSTYK 12 38 86 52 |

-Vào ngày 15 tháng 5 năm 2020, The Buzzer bị gián đoạn bởi đường truyền của bên thứ ba, có thể là do các ngư dân Pháp gửi đến.
Cùng ngày, khoảng 4 giờ sau, The Buzzer bắt đầu phát nhạc Nga.
-Vào ngày 17 tháng 5 năm 2020, UVB-76 (hay còn gọi là "The Buzzer") lại bị gián đoạn bởi một đường truyền ngắn của bên thứ ba. Nó được nghi ngờ là đã được gửi bởi cùng một ngư dân Pháp vào ngày 15 tháng 5 năm 2020,
-Vào khoảng 20:00 UTC, vào ngày 30 tháng 5 năm 2020, âm nhạc đã được nghe trên tần số của The Buzzer.
-Vào ngày 9 tháng 6, hai sự kiện có thể được chứng kiến. Vào lúc 20:03 UTC, máy phát tiếng ồn của UVB-76 bị hỏng; tiếng vo ve tiếp tục chỉ vài giây sau đó. Một điều bất thường khác đã xảy ra vào khoảng 21:00 UTC, nhiều lần truyền mã morse (không rõ nguồn gốc) đã được nghe thấy.
-Vào ngày 16 tháng 6 năm 2020, bộ rung đã dừng ở 20:40 UTC mà không rõ lý do. Nó quay trở lại khoảng một giờ sau đó vào lúc 21:40 UTC.
-Vào ngày 15 tháng 7 năm 2020, một tin nhắn thoại không rõ nguồn gốc đã được nghe thấy ở tần số 4624,2 kHz, ngay dưới tần số Buzzers. Thông báo không đến từ chính UVB-76 vì tiếng vo ve không ngừng. Tin nhắn bằng tiếng Anh và chỉ chứa số, không có chữ cái. Từ duy nhất xuất hiện trong tin nhắn này là Chú ý ".
-Vào ngày 16 tháng 8 năm 2020, từ 17:26 UTC đến 01:50 UTC, trên tần số bộ rung, thỉnh thoảng tạm dừng, có một số bản nhạc đang phát và một số âm của sóng mang. Một sự kiện kỳ lạ đã xảy ra từ 20:29 UTC đến 21:33 UTC cùng ngày, cao hơn một chút so với tần số kết thúc của bộ rung, trong đó có các lần truyền chứa hình ảnh quang phổ về động vật, nhân vật Pokémon và nhân vật SpongeBob, cũng như một số Các ký tự và cụm từ Latin và Cyrillic trên thác nước của đài. Hình ảnh quang phổ khác cũng được phát trong đêm và trước khi trạm ngừng truyền, được chỉ ra "73 de N." trên thác nước. Trong thời gian kỳ lạ xảy ra, điểm đánh dấu buzzer không ngừng dừng lại, cho thấy nguồn gốc của bên thứ ba, có thể từ ai đó muốn làm phiền tiếng kêu.
-Vào ngày 21 tháng 8 năm 2020, có rất nhiều callsigns được phát đi, cụ thể là 16 callsigns bao gồm: 'M4T 5PTsB LNTM ZhD9S MSZh7 28YA YeDGShch 7U8T KhIZhJ OMP4 58Shch1 53AJ AMVS 34ShchK V'TD YeIYJ (ЬМ4Т 5ПЦБ ЛНТМ ЖД9С МСЖ7 28ЫА ЕДГЩ 7У8Т ХИЖЙ ОМП4 58Щ1 53АЙ АМВС 34ЩК ВЬТД ЕИЫЙ) và một đoạn tin nhắn dài cùng một đoạn nhạc được phát nghi là bị tác động từ các đài khác, sau 3 phút, tiếng vo ve không đều xuất hiện và trở lại bình thường
-Vào khoảng 14:25 UTC vào ngày 1 tháng 9 năm 2020, có thể nghe thấy những giọng nói lạ gần với tần số của Buzzer, có thể từ một nguồn bên thứ 3 khác. Vào khoảng 14:30 UTC, mã morse phát ra cùng với một số âm cao, đồng thời tiếng còi vẫn tiếp tục, cho thấy mã morse và các âm lẻ quá phát từ nguồn bên thứ ba.
-Vào ngày 2 tháng 9 năm 2020, mã morse đã được nghe lại vào nhiều thời điểm khác nhau trong ngày, với các khoảng thời gian tạm dừng khác nhau. Tiếng kêu tiếp tục như bình thường.
-Vào ngày 3 tháng 9 năm 2020, nhiều mã morse khác tiếp tục với tần suất ngày càng tăng, cùng với bộ rung, tiếp tục chạy. Sau đó, vào tối ngày 3 tháng 9 năm 2020, hiện tượng nhiễu sóng lạ đã xảy ra khiến bộ rung thỉnh thoảng bỏ qua trong khi vẫn phát theo kiểu lặp lại thông thường. Tuy nhiên, nhiều mã morse hơn được phát cùng với sự can thiệp kỳ lạ của bộ rung. Tại một thời điểm, mã đánh vần là "SOS".
-Vào ngày 4 tháng 1 năm 2022, lúc 14 giờ 45 phút UTC, đài đã bắt đầu phát đi những tiếng bíp xen lẫn với tiếng vo ve, sau 2 phút, đài không còn tiếng vo ve, chỉ còn tiếng bíp. Tiếng bíp tiếp tục phát rồi dừng 16 giây, sau đó phát tiếp. Tiếng vo ve xuất hiện được 2 giây thì tắt. Cuối cùng thì tiếng vo ve biến mất, chỉ còn lại tiếng bíp chưa xác định
-Vào ngày 13 tháng 1 năm 2022, kênh YouTube Times 2005 live trực tiếp đài UVB-76, lúc 23 giờ 4 phút theo giờ UTC, hình ảnh quang phổ cho thấy 2 từ tiếng Anh và 2 chữ cái là "AMOGUS", "FS", "GOD", sau đó, quang phổ tiếp tục cho thấy vài hình ảnh có liên quan đến từ tiếng Anh: "AMOGUS", và một vài kí tự bên cạnh nghi là liên quan đến từ "GOD", chúng được phát đi cùng âm thanh chói tai rồi vụt tắt sau 4 giây, trước đó, có một khoảng thời gian là những tiếng píp 50 lần mỗi phút, nghi là tín hiệu của The Pip chuyển sang

## Vị trí và chức năng
Mục đích của nhà đài vẫn chưa được chính phủ hoặc các quan chức phát sóng xác nhận. Tuy nhiên, Rimantas Pleikys, cựu Bộ trưởng Truyền thông và Tin học của Cộng hòa Litva, đã viết rằng mục đích của các tin nhắn thoại là để xác nhận rằng các nhà khai thác tại các trạm nhận được cảnh báo. Các giải thích khác là chương trình phát sóng liên tục được các quân ủy lắng nghe.
Có suy đoán được công bố trên Tạp chí Khoa học Trái Đất của Nga trong đó mô tả một đài quan sát đo những thay đổi trong tầng điện ly bằng cách phát tín hiệu ở 4625 kHz, giống như Buzzer.
Người ta cũng suy đoán rằng các tin nhắn thoại là một loại liên lạc quân sự của Nga và âm thanh vo ve chỉ là một "điểm đánh dấu kênh" được sử dụng để giữ tần số bị chiếm dụng, do đó khiến nó không hấp dẫn đối với những người dùng tiềm năng khác. Âm thanh đặc trưng có thể được sử dụng để điều chỉnh tín hiệu trên bộ thu tín hiệu tương tự cũ. Điều chế thích hợp để được phát hiện bằng máy dò tần số điện cơ, tương tự như một âm thoa. Điều này có thể được sử dụng để kích hoạt tiếng kêu trên máy thu. Do các đặc tính phát xạ khác nhau trên các dải sóng ngắn, việc sử dụng phương pháp tắt tiếng dựa trên mức là không đáng tin cậy. Điều này cũng cho phép phát hiện mất tín hiệu, gây ra cảnh báo trên bộ thu.
Một giả thuyết khác, được mô tả trong một bài báo của BBC, nói rằng tháp được kết nối với hệ thống tên lửa 'Perimeter' của Nga và phát ra tín hiệu "Bàn tay chết" sẽ kích hoạt phản ứng trả đũa hạt nhân nếu tín hiệu bị gián đoạn do hạt nhân. tấn công chống lại Nga.
Có hai đài khác của Nga cũng làm theo một định dạng tương tự, có biệt danh là " The Pip " và " The Squeaky Wheel ". Giống như Buzzer, các trạm này truyền một âm thanh đặc trưng được lặp lại liên tục, nhưng đôi khi bị gián đoạn để chuyển tiếp các tin nhắn thoại được mã hóa.
Máy phát cũ nằm gần Povarovo, Nga, tại 56°5′0″B 37°6′37″Đ / 56,08333°B 37,11028°Đ cách Zelenograd và Solnechnogorsk khoảng nửa chặng đường và 10 kilômét (6,2 mi) phía tây bắc của Mátxcơva, gần làng Lozhki. Vị trí và ký hiệu vẫn chưa được biết cho đến khi chương trình phát sóng giọng nói đầu tiên được biết đến vào năm 1997. Vào tháng 9 năm 2010, máy phát của trạm đã được chuyển đến thành phố Saint Petersburg gần đó, gần làng Kerro Massiv. Điều này có thể là do sự tổ chức lại quân đội Nga. Trước ngày 9 tháng 8 năm 2015, đài này không được truyền từ địa điểm phát Kerro Massiv ("Irtysh") nữa, có thể do việc tổ chức lại quân đội Nga cho một khu vực cụ thể có thể khiến tần số chỉ được sử dụng ở Moscow. Quân khu. Hiện tại, The Buzzer dường như chỉ được phát sóng từ Trung tâm liên lạc thứ 69 ở Naro Fominsk, Moscow. Vào năm 2011, một nhóm thám hiểm đô thị tuyên bố đã khám phá các tòa nhà ở Povarovo để tìm một căn cứ quân sự bị bỏ hoang và trong đó có một bản ghi nhật ký vô tuyến xác nhận hoạt động của một máy phát ở tần số 4625 kHz.

## Các chỉ định khác
Bên cạnh dấu gọi chính, đã có các đường truyền chứa các dấu gọi khác nhau như: LNR4 (tiếng Nga: ЛНР4), 87OI (tiếng Nga: 87ОИ), VM62 (tiếng Nga: ВМ62), A1JZh (tiếng Nga: А1ЙЖ), MSZh7 (tiếng Nga: МСЖ7), OMP4 (tiếng Nga: ОМП4), 7U8T (tiếng Nga: 7У8Т), VLHN (tiếng Nga: ВЛХН), 217O (tiếng Nga: 217О), ANVF (tiếng Nga: АНВФ), VZhCH (tiếng Nga: ВЖЦХ), LNRCh (tiếng Nga: ЛНРЧ), VShchCH (Tiếng Nga: ВЩЦХ), 34ShchK (Tiếng Nga: 34ЩК), YeDGShch (Tiếng Nga: ЕДГЩ), 58Shch1 (Tiếng Nga: 58Щ1), LNR4 (Tiếng Nga: ЛНР4), 5Ye27 (Tiếng Nga: 5Е27), M4Z2 (Tiếng Nga: М7З2), 'M4T (Tiếng Nga: ЬМ4Т), 5PTsB (Tiếng Nga: 5ПЦБ), LNTM (Tiếng Nga: ЛНТМ), ZhD9S (Tiếng Nga: ЖД9С), 28YA (Tiếng Nga: 28ЫА), KhIZhJ (Tiếng Nga: ХИЖЙ), 53AJ (Tiếng Nga: 53АЙ), AMVS (Tiếng Nga: АМВС), V'TD (Tiếng Nga: ВЬТД), YeIYJ (Tiếng Nga: ЕИЫЙ).